# Gadány
Gadány è un comune dell'Ungheria di 347 abitanti (dati 2001) situata nella contea di Somogy, nell'Ungheria centro-occidentale.